# Carlo Buora
Carlo Buora (Milano, 26 maggio 1946) è un dirigente d'azienda italiano, già vicepresidente esecutivo di Telecom Italia, ed amministratore delegato e direttore generale di Pirelli.

## Biografia
Dopo la laurea in economia e commercio presso l'Università Bocconi di Milano, inizia la sua carriera professionale nell'area finanziaria della Banca Nazionale del Lavoro. Nel 1979 ricopre il ruolo di responsabile dell'area finanza e amministrazione della Merloni Finanziaria.
Dal 1982 è direttore finanziario della Snia Viscosa. Nel 1984 in seguito all'acquisto da parte della Fiat dell'azienda Snia Viscosa entra a far parte del Corporate Fiat e nel 1989 viene nominato vicedirettore generale di Telettra. Un'esperienza che dura poco, nello stesso anno lascia il Gruppo Fiat e assume il ruolo di direttore generale del Gruppo Benetton.
Nel 1991 si trasferisce alla Pirelli dove otto anni più tardi diviene amministratore delegato.
In seguito all'acquisizione di Telecom Italia da parte del gruppo guidato da Marco Tronchetti Provera, dal 2001 assume il ruolo di amministratore delegato dell'azienda telefonica.
Attualmente Carlo Buora siede nei consigli di amministrazione di Pirelli & C. Real Estate, Olimpia SpA, Mediobanca, e RAS. È componente del comitato esecutivo di RCS MediaGroup.
Con le dimissioni di Marco Tronchetti Provera del 15 settembre 2006, Buora assume la carica di Vice Presidente Esecutivo di Telecom Italia.
Il 6 novembre 2006 Carlo Buora si dimette da ogni carica ricoperta alla Pirelli.
Dal 6 aprile 2007, in occasione delle dimissioni del presidente Telecom Guido Rossi, svolge ad interim il ruolo di presidente della società.
In un'assemblea Telecom viene subissato di rimproveri da parte di Beppe Grillo in veste di piccolo azionista. 
Il 14 luglio 2008 la Procura della Repubblica di Milano deposita le 350 pagine dell'avviso di chiusura delle indagini

, dopo aver convocati in Procura, come ultimo atto investigativo, i vertici Telecom di allora, Marco Tronchetti Provera (ex presidente) e Carlo Buora (ex amministratore delegato) in quanto persone informate sui fatti.
Per non aver vigilato sulla propria security e sui metodi usati per avere le informazioni, il gruppo Telecom (unitamente al gruppo Pirelli) risulta indagato in base alla legge 231 sulla responsabilità amministrativa delle società, pur non essendo stati mossi addebiti contro l'ex presidente Tronchetti Provera e l'ex amministratore delegato Telecom. Una lunga serie di reati sono stati invece contestati a 34 persone, accusate a vario titolo di aver messo in piedi una vera e propria associazione a delinquere al cui vertice c'era l'ex capo della security Giuliano Tavaroli. Nelle interviste rilasciate nei giorni successivi alla chiusura delle indagini, Tavaroli si difende dando la propria versione dei fatti e scaricando le responsabilità sui suoi superiori (tra cui Tronchetti Provera), che gli avrebbero commissionate le indagini poi risultate illecite

.